# SN 1989U
SN 1989U – supernowa typu II odkryta 7 grudnia 1989 roku w galaktyce M+07-20-73. W momencie odkrycia miała maksymalną jasność 17,00m.